# Wat Suan Dok
 (octobre 2024).
Wat Suan Dok (thaï : วัดสวนดอก, prononcé : [wát sǔan dɔ̀ːk], « temple du jardin de fleurs »), aussi connu comme le Wat Buppharam (วัดบุปผาราม, prononcé : [wát bùp.pʰǎː.rāːm]) est un temple bouddhiste (Wat) à Chiang Mai, au nord de la Thaïlande.
Il s'agit d'un temple royal de troisième classe, qui se trouve sur la Suthep road, dans la partie ouest de la vieille ville, à un kilomètre environ à l'ouest de la porte Suan Dok .
Le complexe comprend aussi le campus de l'université Mahachulalongkorn Rajavidyalaya (en), qui est un établissement bouddhiste.

## Histoire

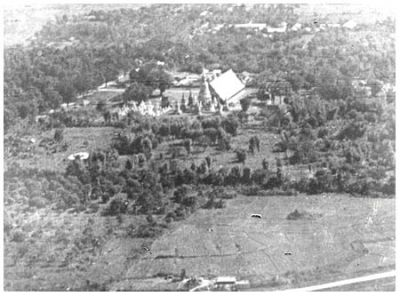
Le Wat Suan Dok en 1886. On distingue les tombeaux royaux, avec derrière le grand chedi et derrière encore, le wihan.

Le Wat Suan Dok a été fondé en 1370 par le Roi Kue Na de Lanna pour le moine Sumana Thera. Il a été construit dans le centre de Wiang Suan Dok (thaï : เวียงสวนดอก), une colonie fortifiée (« Wiang », thaï : เวียง) du peuple Lawa (en), plus ancienne que Chiang Mai elle-même. Les contours des fortifications sont clairement visibles sur les images satellites, et on peut encore voir les vestiges de certains des murs de terre au nord de la Suthep road. C'est là que se trouvait le jardin de fleurs du roi Kue Na (thaï : สวนดอกไม้, suan dok mai), qui a donné au temple son nom : « Wat Buppharam » (thaï : วัดบุปผาราม), ou « Wat Suan Dok Mai » (thaï : วัดสวนดอกไม้).

### La légende de la relique
Selon la légende, Maha Sumana Thera, un moine du Royaume de Sukhothaï a eu une vision, au cours de laquelle il a vu une relique de Bouddha à Chiang Mai. Se rendant sur place, il a trouvé la relique. Après quoi, il a passé deux saisons des pluies (vassa) (à Wat Phra Yuen juste à l'extérieur de Lamphun, à l'invitation du Roi Kue Na, pendant que ce dernier élevait le Wat Buppharam Dok Mai. Au moment du transfert de la relique dans le temple nouvellement construit, celle-ci s'est miraculeusement dupliquée.
Une des deux fut abritée dans un sanctuaire élevé à l'intérieur de l'enceinte du Wat Buppharam Dok Mai. Quant à l'autre relique, elle fut chargée sur le dos d'un éléphant blanc qui a ensuite gravi le Doi Suthep, une montagne à l'ouest de Chiang Mai, où il a donné trois coups de trompette avant de mourir. Le Wat Phrathat Doi Suthep a été élevé à cet endroit pour abriter la seconde relique.

## Éléments remarquables
Différents éléments méritent d'être remarqués. Tout d'abord, le grand chedi en forme de cloche de 48 mètres de haut  — construit dans un style sri-lankais — se voit de loin. On dit qu'il contient la relique du Bouddha. Des escaliers sur les quatre côtés menaient à l'origine jusqu'à l'étroite terrasse ceinturant le chedi, mais ils ont depuis été remplacés par des rampes dont les balustres sont décorés de nāgas à sept têtes émergeant de bouches de makaras, comme le veut le style classique Lanna.
Vient ensuite le grand sala kan prian (thaï : ศาลาการเปรียญ, « hall pour les sermons ») qui se trouve directement à l'est du chedi principal. Il a été construit en 1932 par le célèbre moine Phra Krubra Srivichai, qui avait aussi fait bâtir un ubosot et le chedi principal. Les principales statues de Bouddha à l'intérieur du sala kan prian sont placées de manière à regarder dans des directions opposées. La statue du Bouddha assis en méditation et prenant la terre à témoin (Bhûmisparsha Mudrā) regarde vers l'est, tandis que l'autre statue, un Bouddha debout tenant un peu de paille dans sa main droite fait face à l'ouest, vers le chedi. Devant la statue assise, un Bouddha plus petit, de style Lanna, créé à l'époque du Roi Kue Na, dont les pieds sont inhabituels en ce sens que les orteils — sous l'influence de la sculpture sri-lankaise — sont formés individuellement. D'autres statues du Bouddha, dont certaines datent des années 1930, se trouvent à côté de ces images.
En troisième lieu l'ubosot, récemment rénové[évasif], contient une statue de Bouddha en bronze de 4,70 m de haut, dans la posture  du Bhûmisparsha Mudrā, qui a été coulée en 1504, pendant le règne du Roi Mueang Kaeo. La statue, qui porte le nom de Phra Chao Kao Aut, est remarquable parce que les doigts de Bouddha sont tous de la même longueur, ce qui indique l'influence de Sukhothai, mais avec des tuniques qui relèvent du style du Royaume d'Ayutthaya.
Mentionnons enfin un ensemble de mausolées blanchis à la chaux qui abritent les cendres de crémation des membres de la famille royale de Chiang Mai, dans le nord-ouest du quart de l'enceinte du temple. Au début du XXe siècle, la princesse Dara Rasmi, l'une des épouses du roi Rama V et la fille du roi Lanna Inthawichayanon (en), a fait collecter les cendres dans les environs de Chiang Mai pour qu'elles soient enterrées là où elles se trouvent actuellement.

## Galerie

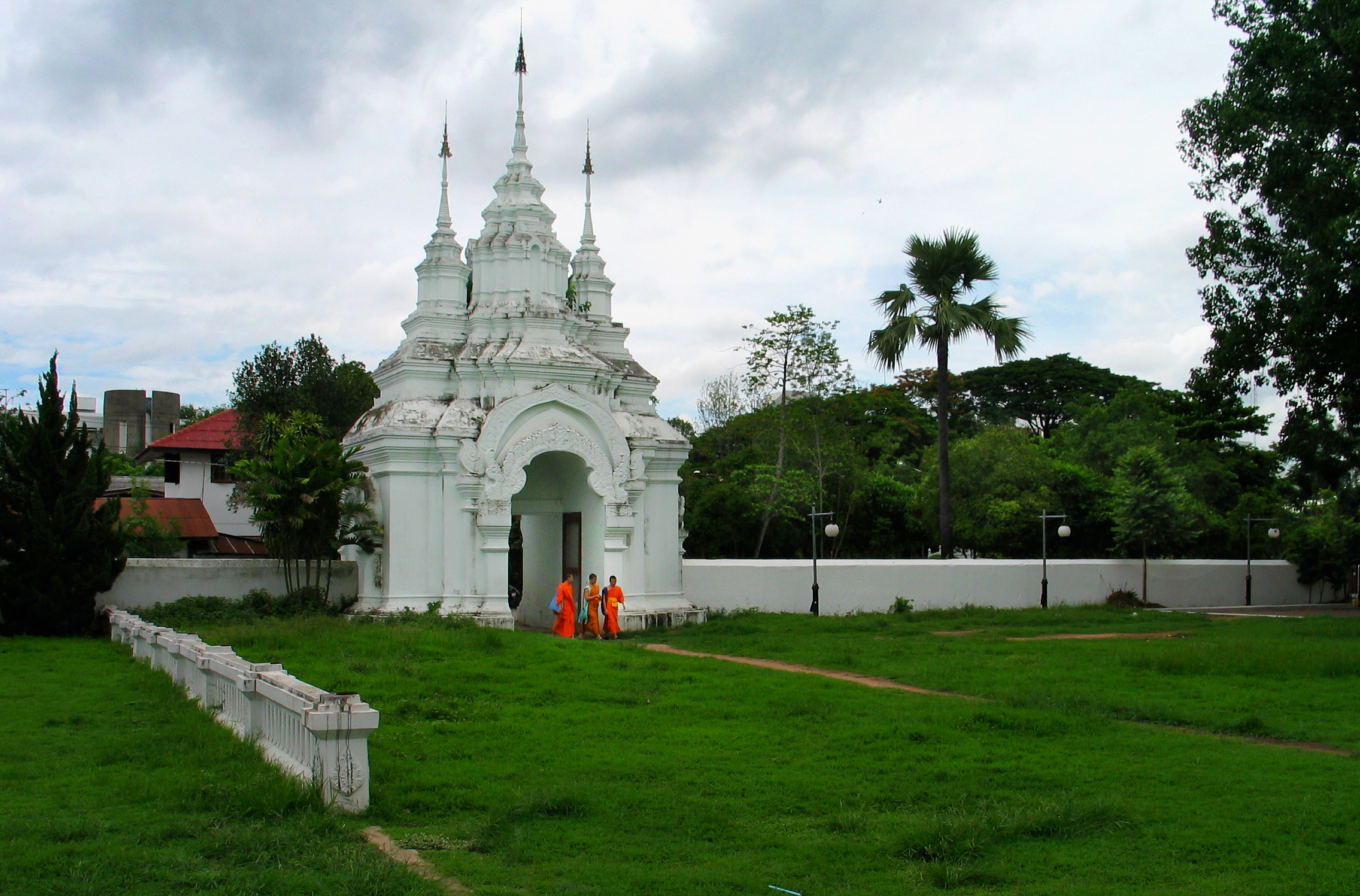
La porte d'entrée du Wat Suan Dok.
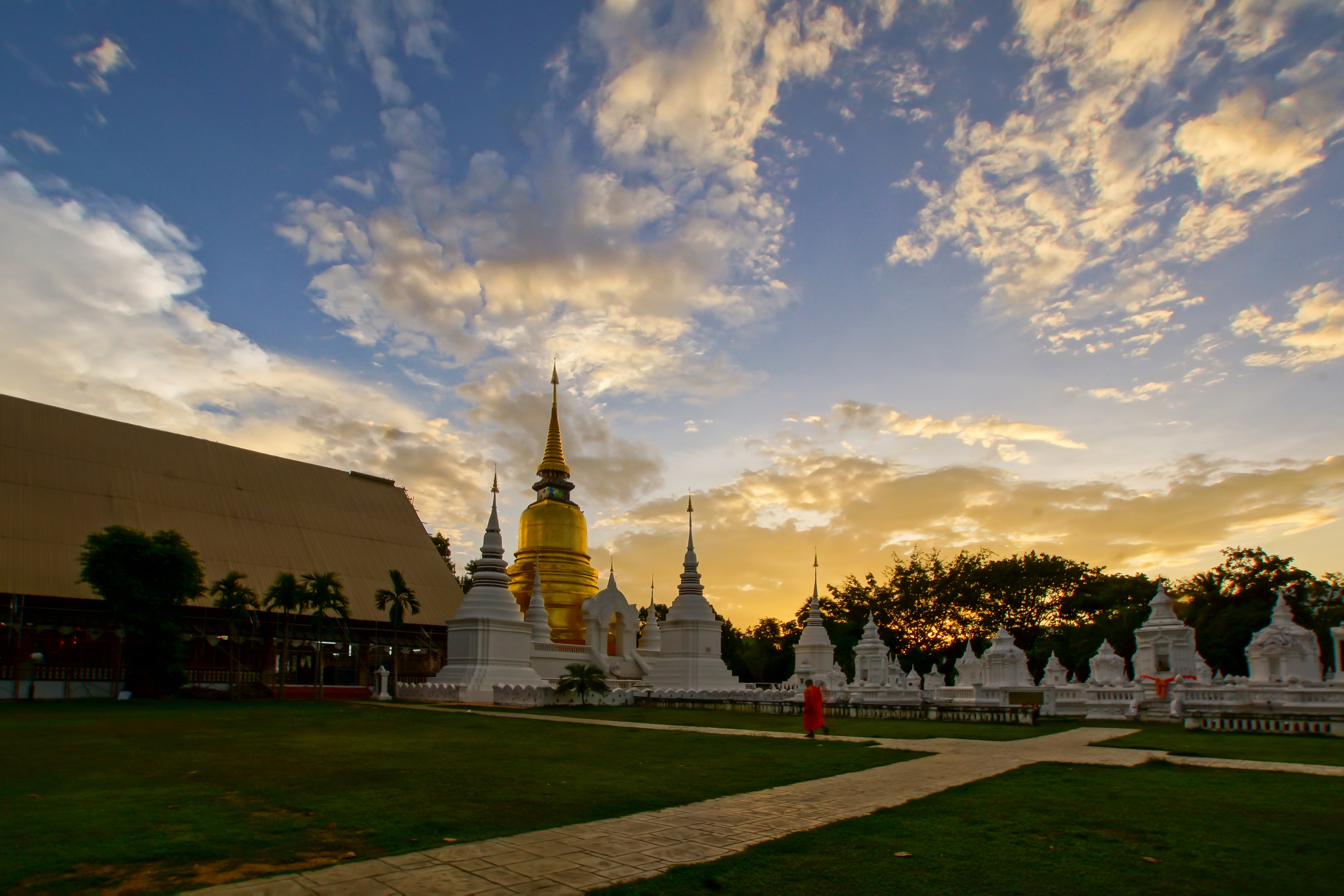
Le cimetière royal.
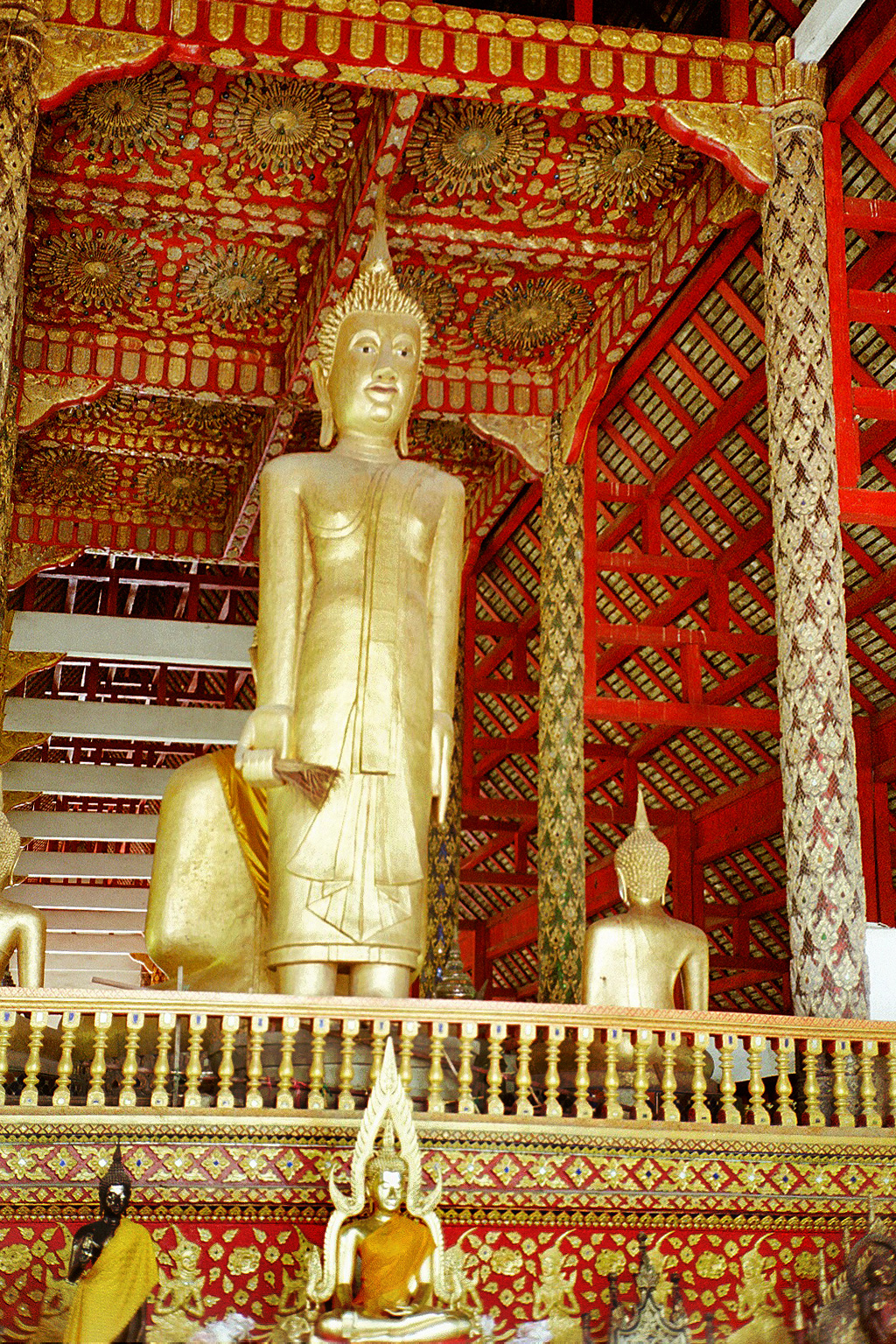
Bouddha debout tenant de la paille dans sa main droite, dans le sala kan prian.
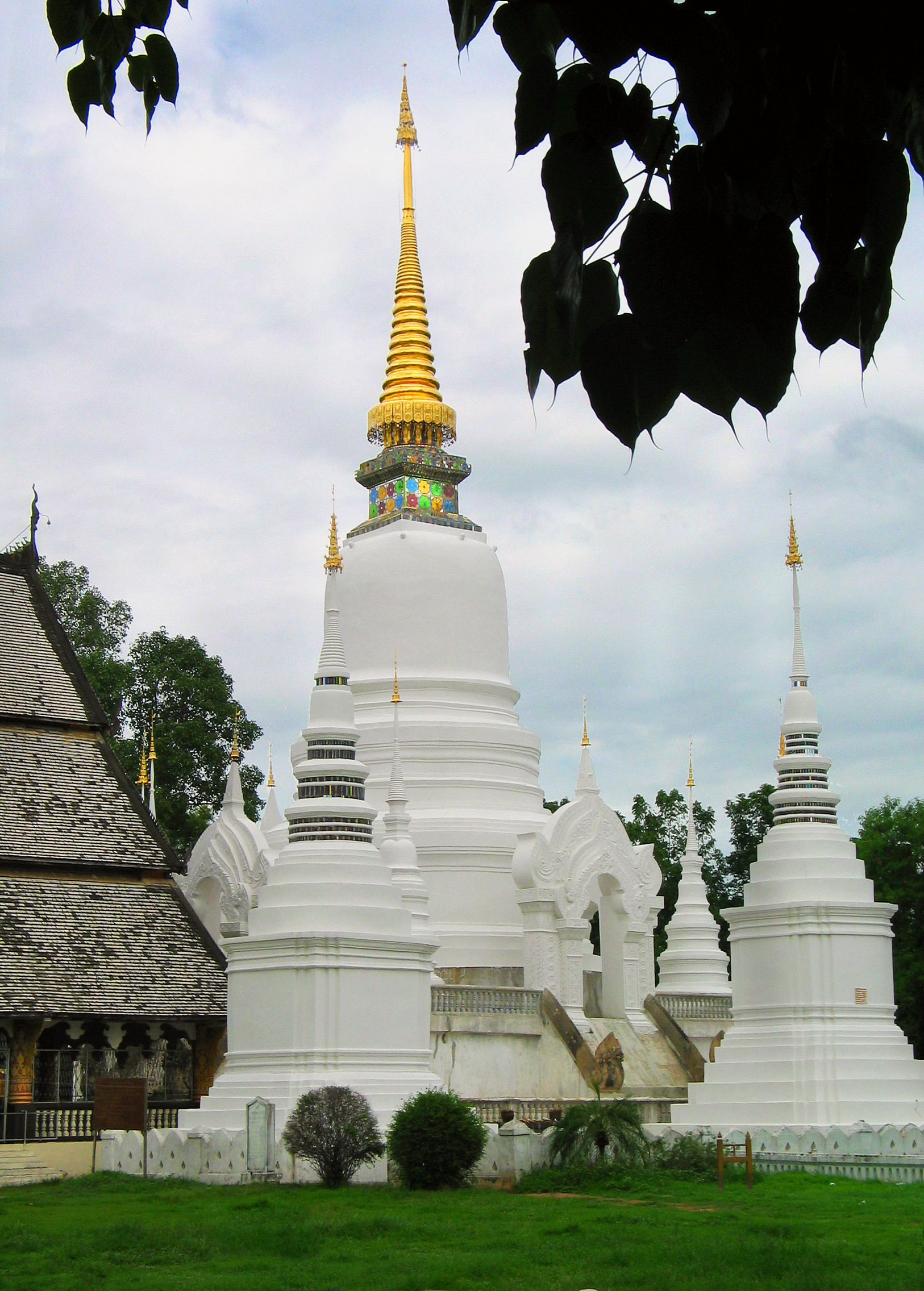
Chedi du Wat Suan Dok.